# Кэрнс, Алан
А́лан Хью Кэрнс (англ. Alun Hugh Cairns; род. 30 июля 1970, Суонси, Уэльс) — британский политик, министр по делам Уэльса во втором кабинете Дэвида Кэмерона (2016), в первом и втором кабинетах Терезы Мэй (2016—2019), а также в первом кабинете Бориса Джонсона (2019).

## Биография

### Ранние годы
Родился 30 июля 1970 года в Суонси, окончил национальную валлийскую школу Ysgol Gyfun Ddwyieithog Ystalyfera, в 1997 году поступил в Уэльский университет. С 1989 года работал Lloyds Banking Group, с 1992 года являлся консультантом по развитию бизнеса, с 1998 года — менеджером в одном из местных отделений. 7 декабря 1996 года женился на Эмме Элизабет Тёрнер.

### Начало карьеры
С 1987 года Кэрнс состоит в консервативных ассоциациях валлийских избирательных округов Вейл оф Гламорган) и Западный Суонси (Swansea West). В 1995—1996 годах являлся заместителем председателя организации молодых консерваторов Уэльса, в 1996—1997 годах возглавлял одну из политических консультативных групп Уильяма Хейга, в 1997—1998 годах состоял официальным пресс-секретарём Консервативной партии по экономическим вопросам в Уэльсе, в 1998—1999 годах — региональный политический координатор в избирательном округе Юго-Западный Уэльс (South Wales West) для выборов в Национальную ассамблею Уэльса. В 1997 году предпринял неудачную попытку избрания в Палату общин в избирательном округе Говер (Gower), а в 2005 году — в округе Вейл оф Гламорган.
6 мая 1999 года избран от Консервативной партии во вновь учреждённую Национальную ассамблею Уэльса в округе Юго-западный Уэльс. Переизбран там же в 2003 и 2007 годах, 31 марта 2011 года срок его депутатских полномочий истёк.
В 2008 году в радиопередаче валлийского отделения Би-би-си о чемпионате Европы по футболу Кэрнс использовал в отношении итальянцев грубое определение greasy wops, которое можно приблизительно перевести как «грязные итальяшки», «сальные макаронники» и т. д. и т. п. Затем он немедленно извинился, но, тем не менее, до окончания партийного расследования инцидента ушёл в отставку с должности теневого министра образования Уэльса и был исключён консерваторами из списков кандидатов от партии на парламентских выборах.
Парламентские выборы 6 мая 2010 года принесли Кэрнсу успех в избирательном округе Вейл оф Глэморган и он вошёл в Палату общин Великобритании. В 2013—2014 годах являлся членом Политического консультативного совета, в 2014 году назначен парламентским помощником министра по делам Уэльса и парламентским организатором большинства в Палате общин.

### Министр по делам Уэльса
19 марта 2016 года премьер-министр Дэвид Кэмерон назначил Алана Кэрнса министром по делам Уэльса после перевода Стивена Крэбба в Министерство труда и пенсий.
Кэрнс заявил о своей готовности довести до успешного завершения подписанное 15 марта 2016 года соглашение о выделении 1,2 млрд фунтов стерлингов на развитие городского транспорта Кардиффа (Cardiff Capital Region deal) и принятии аналогичных инфраструктурных проектов для северного Уэльса и Суонси, а также для возрождения района Кардиффского залива.
12 июля 2016 года, уже после референдума о членстве Великобритании в Евросоюзе, на котором избиратели проголосовали за выход страны из ЕС, Кэрнс выразил озабоченность финансовыми последствиями этого шага для Уэльса, поскольку выплаты региону из государственного бюджета меньше сумм, которые он получал из европейского бюджета.
13 июля 2016 года Дэвид Кэмерон ушел в отставку с должности премьер-министра. Преемником Кэмерона стала министр внутренних дел Великобритании Тереза Мэй, в её кабинете Кэрнс сохранил должность министра по делам Уэльса.
24 июля 2019 года при формировании правительства Бориса Джонсона Алан Кэрнс вновь получил портфель министра по делам Уэльса.
6 ноября 2019 года ушёл в отставку после опровержения его публичных заявлений о том, что он не был осведомлён о даче его бывшим помощником и кандидатом консерваторов на следующих парламентских выборах в его округе Вейл-оф-Гламорган Россом Инглэндом показаний о наличии сексуальных отношений с жертвой изнасилования на судебном процессе против его приятеля Джеймса Хэкетта в апреле 2018 года (процесс был сорван, поскольку судья заранее признал показания о половой жизни истицы неприемлемыми, но в следующем суде Хэкетт был признан виновным).